# 克拉伦斯市

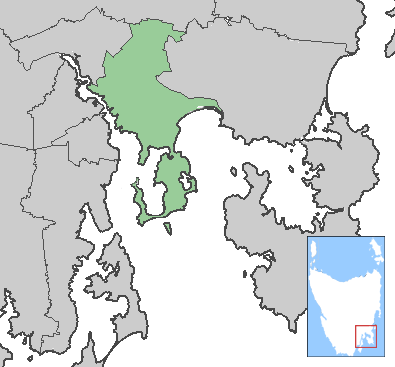

克拉伦斯市是澳大利亚塔斯马尼亚州的一个城市，也是该州的一个地方政府区。它属于大霍巴特都会区。该市位于风暴湾以北。该市总面积386 km²，总人口人口51,072。

## 历史
35000年前，就有塔斯马尼亚原住民居住于此地。